# I discepoli del corvo
I discepoli del corvo (Disciples of the Crow) è un cortometraggio horror del 1983 diretto da John Woodward ed ispirato al racconto I figli del grano di Stephen King.
Il cortometraggio giunse in Italia a fine anni novanta in una vhs intitolata "Quattro storie per non dormire", la quale contiene: Disciples of the Crow (1983), The Night Waiter (1987), Killing Time (1984) e The Last Hand (Takajian); la durata in totale è di 86 minuti, una raccolta di cortometraggi tratti dai racconti di Stephen King. In America ne uscirono più volumi col titolo Stephen King's Night Shift Collection.
Nonostante la breve durata, è considerato da molti un vero e proprio gioiellino nonché la più fedele nello spirito e nell'atmosfera trasposizione del racconto di King, anche se è presente qualche inevitabile cambiamento avvenuto per ragioni di tempo e budget che si distacca dalla versione dell'autore.
Il corto di John Woodward fa parte della famosa filiera dei cosiddetti "Dollar Babies", cioè quelle trasposizioni su pellicola che Stephen King concedeva ai giovani filmakers e agli studenti di cinema facendosi pagare i relativi diritti per un solo dollaro, godendo di un permesso speciale e di un contratto di esclusività firmato con l'autore.
L'anno seguente verrà realizzato il film Grano rosso sangue, anch'esso tratto dal racconto di King ed interpretato da Linda Hamilton e Peter Horton.

## Trama
1971. Nella cittadina di Jonah, Oklahoma, tutti i bambini sono membri di un culto che adora un dio corvo. Una notte i bambini, su ordine di uno di essi di nome Billy, uccidono tutti gli adulti della città.
1983. Vicky e Burt, mentre viaggiano nelle campagne dell'Oklahoma, investono con l'auto un ragazzo che attraversava di corsa la strada. Cercando la polizia, continuano fino alla successiva cittadina, Jonah, che sembra abbandonata. Entrato in una chiesa, Burt scopre dell'esistenza di un culto religioso che venera una divinità demoniaca nota come "Colui che cammina dietro i filari". Viene poi sorpreso da Billy. Nel frattempo i ragazzi della città attaccano l'auto, al cui interno è rimasta Vicky.
Burt esce dalla chiesa e affronta Billy, quindi lancia le chiavi dell'auto a Vicky, la quale mette in moto e lo raggiunge per farlo salire a bordo. Dopodiché i due fuggono lontani dalla città.

## Differenze con il racconto originale
- Il racconto è ambientato nella cittadina di Gatlin, nel Nebraska mentre il cortometraggio si svolge nella cittadina di Jonah, in Oklahoma.
- Nel racconto "Colui che cammina dietro i filari" non è rappresentato come una divinità corvo, ma come una creatura mostruosa.
- Il finale del racconto è completamente diverso da quello del cortometraggio. Nel racconto infatti sia Burt che Vicky vengono uccisi, lei sacrificata alla divinità e lui ucciso dal mostro che vive nei campi di grano.